# 茹湖
46°38′16″N 6°17′4″E / 46.63778°N 6.28444°E

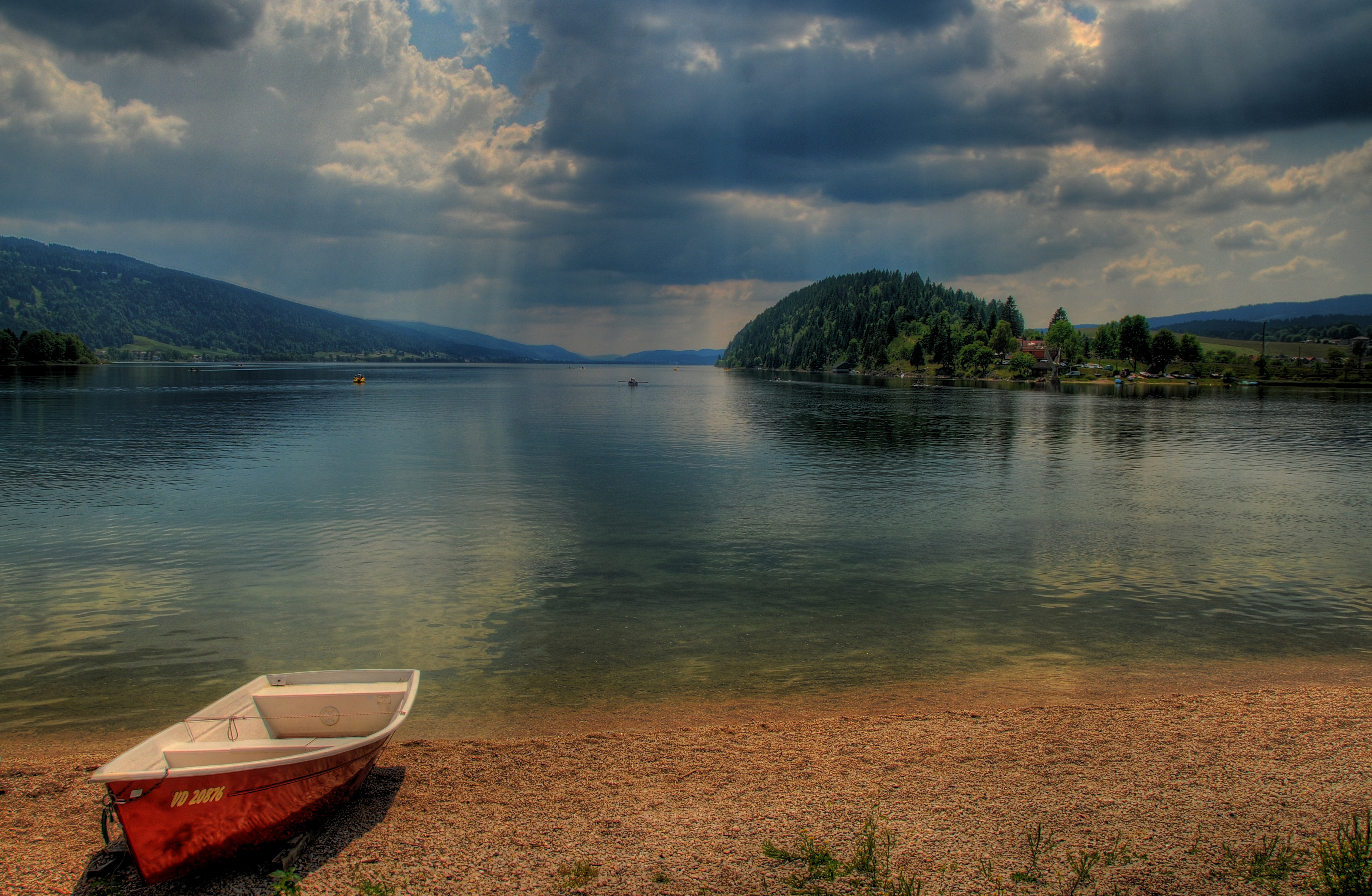

茹湖（法語：Lac de Joux，法語發音：[lak də ʒu]）是瑞士的湖泊，位於該國西部侏羅山，由沃州負責管轄，距離日內瓦約50公里，長9公里、寬1公里，面積9.5平方公里，海拔高度1,004米，最大水深32米。

## 外部連結
- Waterlevels of  Lac de Joux （页面存档备份，存于） at Le Pont